# Gabriel Vidal
Gabriel Vidal Nova (Palma de Maiorca, 9 de setembro de 1971) é um ex-futebolista profissional espanhol que atuava como meia, foi campeão olímpico.